# عائلة براود
عائلة براود (بالإنجليزية: The Proud Family)‏ هو سيت كوم أمريكي من تأليف بروس دبليو. سميث، شارك في المسلسل كل من كيلا برات، تومي ديفيدسون، بولا جاي باركر، جو ماري بايتون، تارا سترونغ، كارلوس ألازراكوي وكارين مالينا وايت، بُث الموسم الأول من المسلسل على قناة ديزني في 15 سبتمبر 2001.

## روابط خارجية
- عائلة براود على موقع IMDb (الإنجليزية)
- عائلة براود على موقع روتن توميتوز (الإنجليزية)
- عائلة براود على موقع كينوبويسك (الروسية)
- عائلة براود على موقع ألو سيني (الفرنسية)
- عائلة براود على موقع قاعدة بيانات الفيلم (الإنجليزية)

لم يتم العثور على روابط لمواقع التواصل الاجتماعي.